# Associazione Calcistica Aglianese
L'AM Aglianese Calcio S.S.D. a r.l., meglio nota come Aglianese, è una società calcistica italiana con sede nella città di Agliana, in provincia di Pistoia. I suoi colori sociali sono il nero e il verde. Milita in Prima Categoria, la settima divisione del campionato italiano.

## Storia
Venne fondata nel 1923 ed è una delle società più antiche di tutta la Toscana, collocandosi storicamente come seconda squadra della provincia dietro alla Pistoiese. 
Fra i suoi successi più importanti ci sono il Campionato Toscano del 1931 e il Campionato Tosco-Umbro-Sardo del 1932.
Nel dopoguerra gioca numerosissimi campionati fra la Serie D e la Serie C. La squadra vince il campionato di Serie D 2001-2002, superando di un punto il Castel San Pietro; in quella stagione il capitano della squadra è Massimiliano Allegri, che dopo il ritiro dal calcio giocato inizia la sua carriera di allenatore proprio sulla panchina dell'Aglianese, nel 2003-04 in serie C2.
Nel campionato 2004-2005 la squadra si è classificata al 20º e ultimo posto del girone B della Serie C2, retrocedendo così in Serie D.
Dopo il fallimento riparte nella stagione 2007-2008 dalla terza categoria di Pistoia con il nome di Junior Aglianese, e vince il campionato con quattro turni di anticipo. Per la stagione 2008-2009 milita nel campionato di Prima Categoria girone B della Toscana. Nella stagione 2011-2012 milita nel campionato di Seconda Categoria, concludendo al terzo posto e affrontando così i playoff. Vince in semifinale nel derby di Agliana contro gli Amici Miei. Affronta in finale la Polisportiva 90 Montale, battendola 2-1 e aggiudicandosi così la promozione in Prima Categoria.
Dopo un paio di stagioni altalenanti i neroverdi centrano tre promozioni consecutive che portano il club dalla Prima Categoria alla Serie D, categoria interregionale che viene ritrovata dopo dodici stagioni.
Nella stagione 2020-2021 guida a lungo il girone D di Serie D, venendo sorpassata alla penultima giornata dal Fiorenzuola dopo il passo falso nel derby casalingo contro il Prato. Classificatasi seconda al termine della regular season, vince i play-off del Girone E sconfiggendo Rimini e Lentigione, posizionandosi così come prima nella graduatoria per i ripescaggi per la Serie C, in qualità di miglior seconda di Serie D, ma tuttavia rinuncia al ripescaggio in Serie C per la non omologazione dello stadio.
Nella stagione 2021-2022 disputa una stagione tranquilla nel girone D della Serie D ottenendo l'8º posto finale e distinguendosi per la qualità del gioco espresso.
Una prima svolta societaria avviene nella stagione 2022-2023 quando a sorpresa il glorioso club passa dalla proprietà Giusti a quella di Angelo Perriello. La squadra affidata all'ex viola Francesco Baiano chiude il campionato al nono posto, stazionando per lunghi tratti nelle primissime posizioni. Nel derby del girone di andata contro la Pistoiese la squadra di Baiano sfiora la vittoria ed è raggiunta solo nell'ultimo minuto di recupero su calcio di rigore.
Una svolta epocale si registra nella stagione 2023-2024 quando il club viene acquistato da un pool di imprenditori capeggiato da Fabio Fossati, imprenditore del Gruppo AF, Official Partner della Fiorentina. Arrivano ad Agliana alcune stelle provenienti dai professionisti tra cui spiccano Simone Iacoponi e Riccardo Bocalon. Negli organismi dirigenti spicca il nome dell'ad Avvocato Giovanni Trombetta, per lunghi anni Giudice Sportivo di Serie A e con esperienze vincenti nel Torino di Urbano Cairo e nel Perugia di Luciano Gaucci. Altra figura di rilievo è quella del direttore sportivo Fabrizio Salvatori, ex Bologna, Torino e Perugia.
Nel giugno 2024, dopo il fallimento dell'Unione Sportiva Pistoiese 1921, cambia denominazione in Pistoia F.C. con trasferimento societario a Pistoia e successivamente si aggiudica dal tribunale fallimentare il marchio della Pistoiese, pertanto il 4 luglio 2024 cambia ulteriormente denominazione in Pistoiese Football Club, spostandosi allo Stadio Marcello Melani e continuando la tradizione sportiva pistoiese.
Nel mentre la squadra "Amici Miei", iscritta al campionato di Prima Categoria Toscana, cambia la propria denominazione in "AM Aglianese" continuando in tal senso la tradizione sportiva nero-verde.
Nel 2025 entra a far parte dell'organo dirigenziale Vincenzo Esposito, che diviene il Direttore Generale della società neroverde.

## Palmarès

### Competizioni interregionali
- Serie D: 1

2001-2002 (girone D)

### Competizioni regionali
- Prima Divisione: 1

1945-1946 (girone E)
- Eccellenza: 1

2017-2018 (girone C)
- Supercoppa di Eccellenza Toscana: 1

2017-2018
- Promozione: 4

1973-1974, 1978-1979 (girone B), 1994-1995 (girone A), 2016-2017 (girone A)
- Prima Categoria: 1

2015-2016 (girone B)
- Seconda Categoria: 1

2008-2009 (girone D)

### Competizioni provinciali
- Terza Categoria: 1

2007-2008

### Altri piazzamenti
- Scudetto Dilettanti:

Finalista: 2001-2002